# 海部氏
海部氏（かいふし）、海部氏（あまべうじ）は、日本の氏族。

## 阿波海部氏
海部氏（かいふし）は阿波国海部郡を拠点とした武士。

### 概要
古代豪族である宍昨別の子孫とも藤原氏の子孫とも言われ、代々海部郡司を継承したと伝えられる。
室町時代には吉野城を本拠として阿波守護細川氏に仕えて、三好氏と婚姻を結んだ。
天正10年（1582年）に海部友光は隣国土佐国の長宗我部元親の侵略を受けて没落した。

### 人物
- 海部友光

## 丹波国海部氏
海部氏（あまべうじ）は、籠神社の社家を歴任した一族。丹後国で海部を管掌した海氏（あまうじ、姓は直）の後裔。

### 概要
京都府宮津市に鎮座する丹後国一宮・籠神社の社家。
古代から現代に至るまで、籠神社の宮司を世襲している。彦火明命を祖神とする神別氏族で、尾張氏と同系統の丹波国造の一族である。
丹波国造大倉岐命の孫・佐布古直が応神朝に海部を賜ったとされ、その孫の小佐々古直が海直氏の直接の祖とされる。
祖神から第32世当主までの家系を記した、国宝「海部氏系図」が伝わっており丹波国造家を自称している。